# Danuta Romana Urbanowicz
Danuta Romana Urbanowicz (ur. 14 czerwca 1926 w Wilnie, zm. 15 marca 1989 w Warszawie) – polska aktorka teatralna, w późniejszym okresie życia malarka.

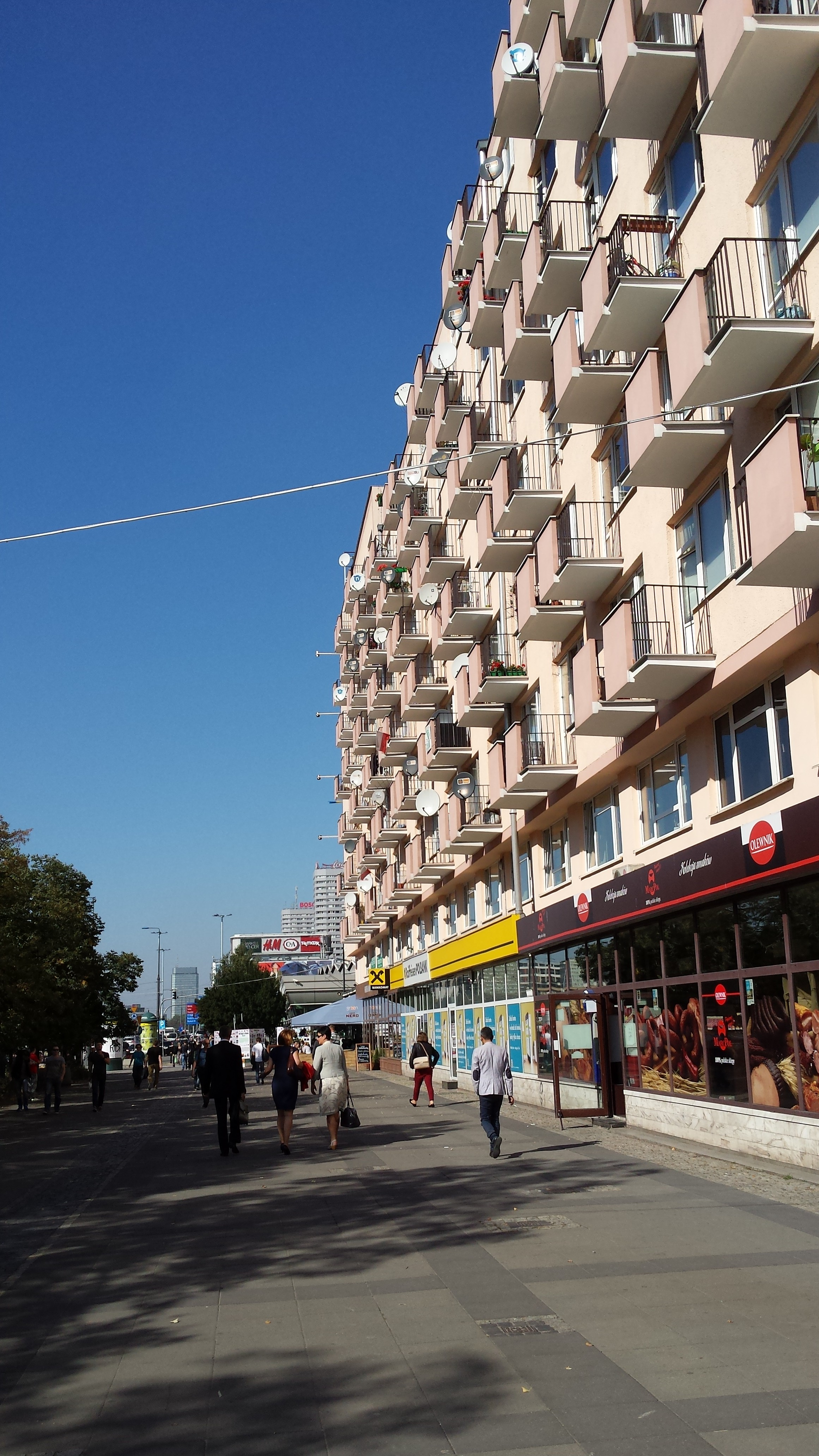
Blok przy ul. Marszałkowskiej w Warszawie. Urbanowicz mieszkała tu do śmierci w 1989 roku.

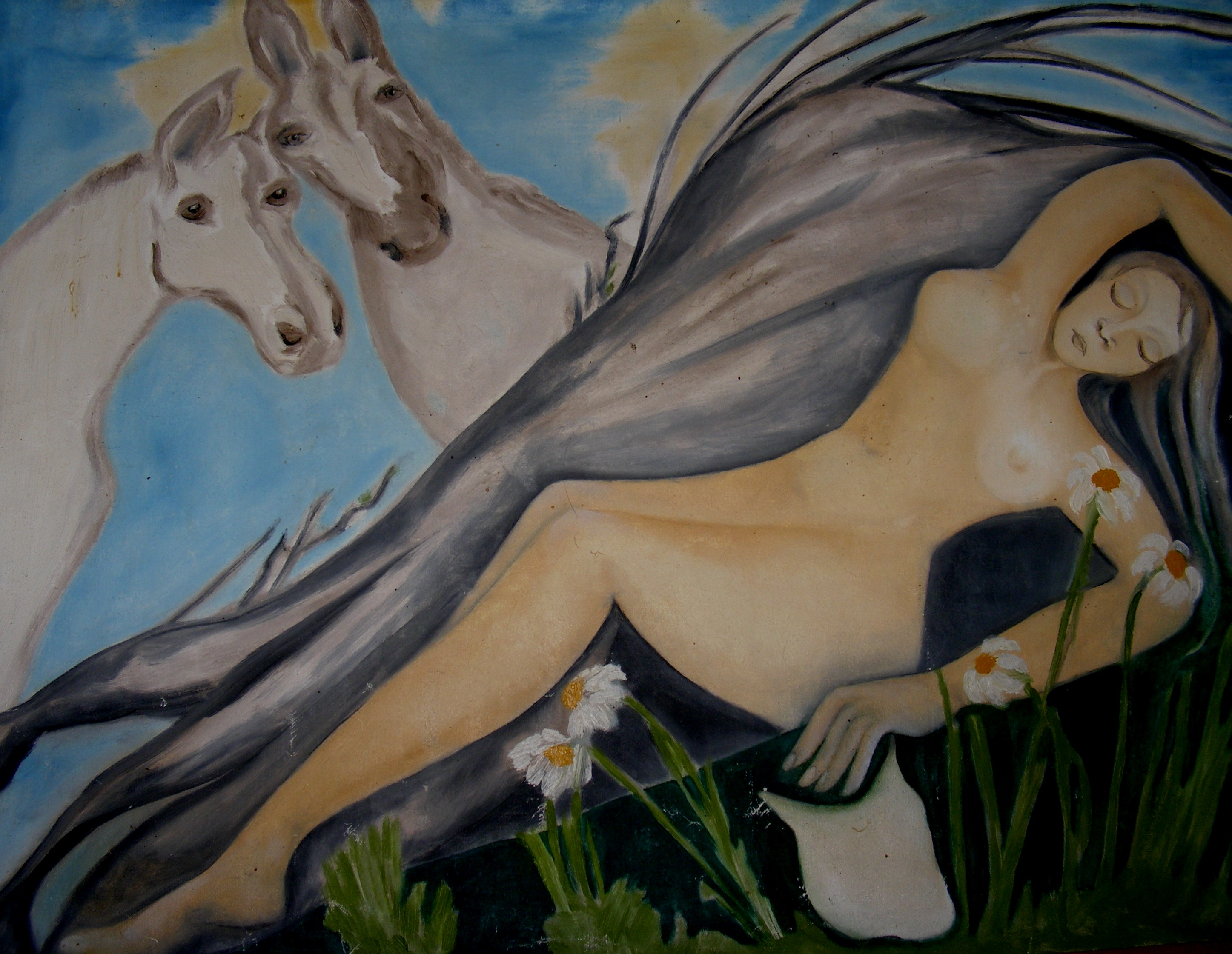
Obraz Danuty Romany Urbanowicz „Akt z końmi” (brak daty powst.). Obraz znajduje się w zbiorach prywatnych.

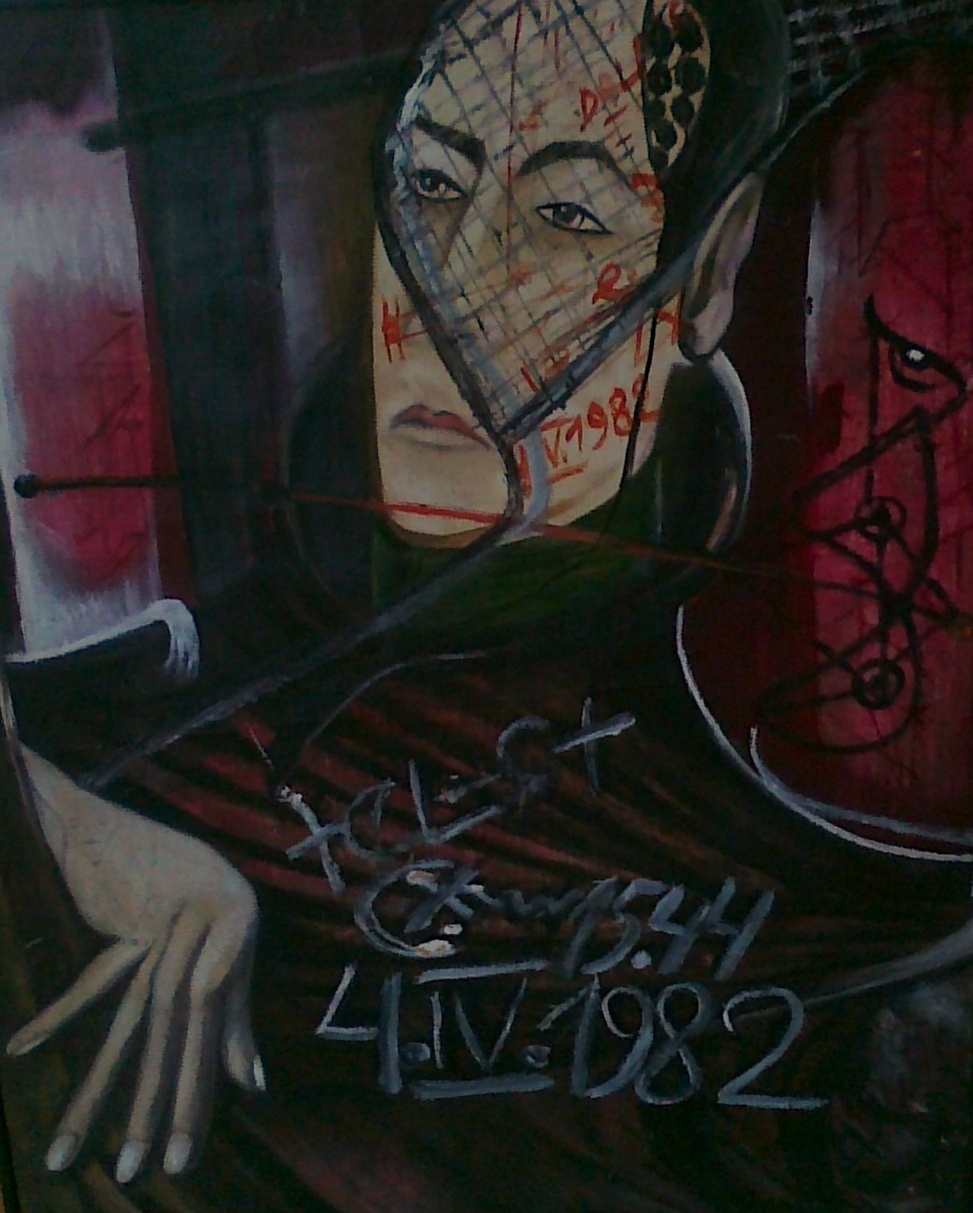
Jeden z obrazów Urbanowicz (ze zbiorów szpitala w Tworkach).

## Życiorys
Absolwentka szkoły handlowej w Wilnie. Po 1945 roku wyjechała z Wileńszczyzny. W roku 1949 ukończyła obecną Akademię Teatralną im. Aleksandra Zelwerowicza w Warszawie (wówczas Państwową Szkołę Dramatyczną). Studiowała pod kierunkiem Aleksandra Zelwerowicza.
W latach 1949–1952 pracowała w warszawskim Teatrze Nowym. Występowała w również na scenach w Białymstoku i Rzeszowie. W 1958 roku otrzymała propozycję grania w stołecznym Teatrze Polskim. Po konflikcie z dyrekcją teatru została zwolniona z pracy z powodu redukcji zatrudnienia. Po interwencji ówczesnego premiera Józefa Cyrankiewicza na krótko została aktorką Teatru Narodowego. Po otrzymaniu wypowiedzenia w roku 1965 przeniosła się do Opola. Jednocześnie procesowała się w sądzie o przywrócenie do pracy w Teatrze Narodowym. W tym czasie pisała skargi do Ministerstwa Kultury i Sztuki oraz do Przewodniczącego Rady Państwa Edwarda Ochaba.
W 1971 roku Urbanowicz napisała list otwarty do Józefa Cyrankiewicza, który rozesłała do wielu instytucji, w tym do ambasad oraz redakcji zachodnich pism. W wyniku nakazu Prokuratury Wojewódzkiej w Warszawie aktorka została tymczasowo aresztowana, a następnie umieszczona w Państwowym Szpitalu dla Nerwowo i Psychicznie Chorych w Pruszkowie. W 1972 roku została zwolniona ze szpitala. W czasie pobytu w Tworkach Urbanowicz zaczęła malować. Płótna są odzwierciedleniem jej ówczesnych lęków i świadectwem pogłębiającej się choroby psychicznej.
O życiu aktorki powstały dwa filmy dokumentalne oraz audycja radiowa.

## Ważniejsze role
- Lokatorka w Moralności pani Dulskiej Gabrieli Zapolskiej.
- Hipolita w Śnie nocy letniej Williama Shakespeare'a.
- Armanda w Uczonych białogłowach Moliera.
- Rachel w Weselu Stanisława Wyspiańskiego.
- Nike spod Termopil w Nocy listopadowej Stanisława Wyspiańskiego.